# بحيرة ساليناس
بحيرة ساليناس (بالإسبانية: Laguna de Salinas) هي بحيرة ذات مياه مالحة تقع في منطقة أريكويبا في بيرو والتي تقع بدورها في إقليم أريكويبا، في مديرية تركاني.

## معرض صور للبحيرة

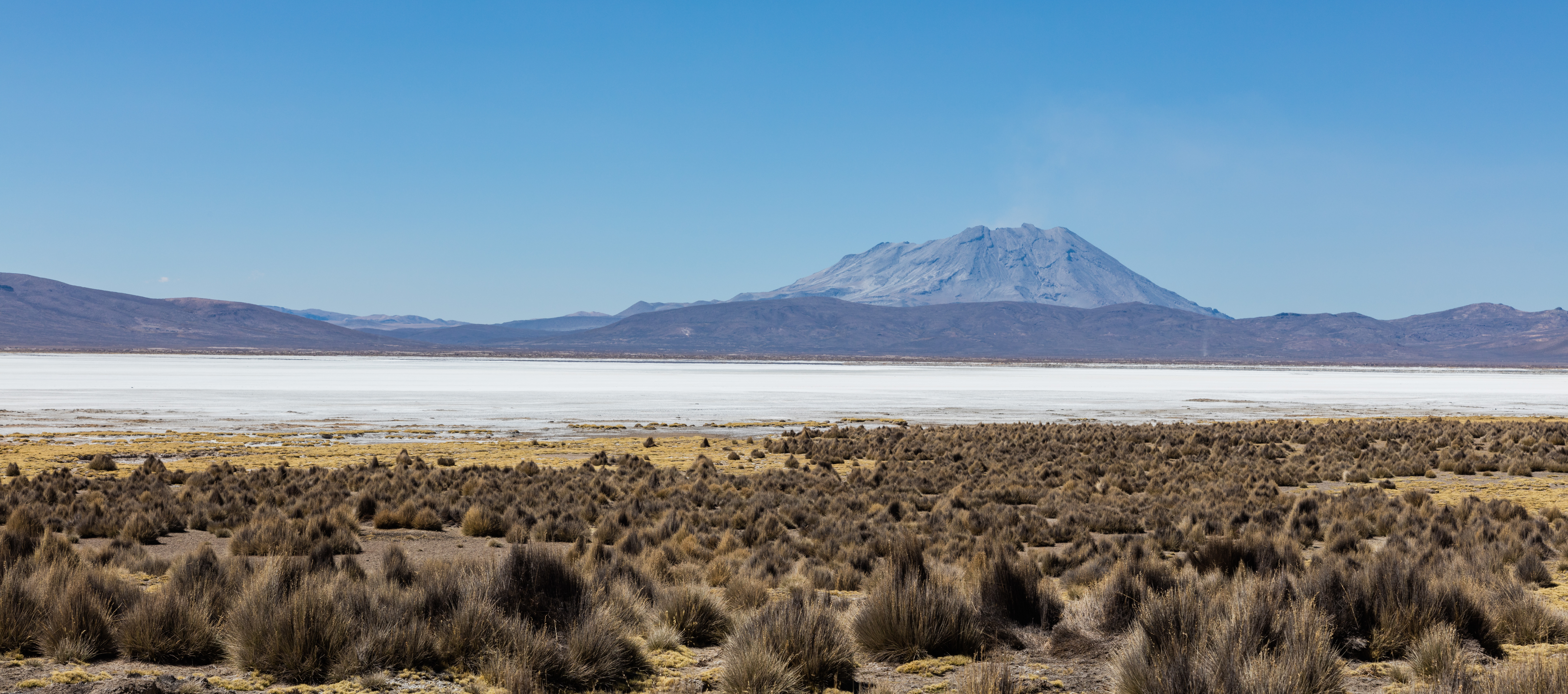
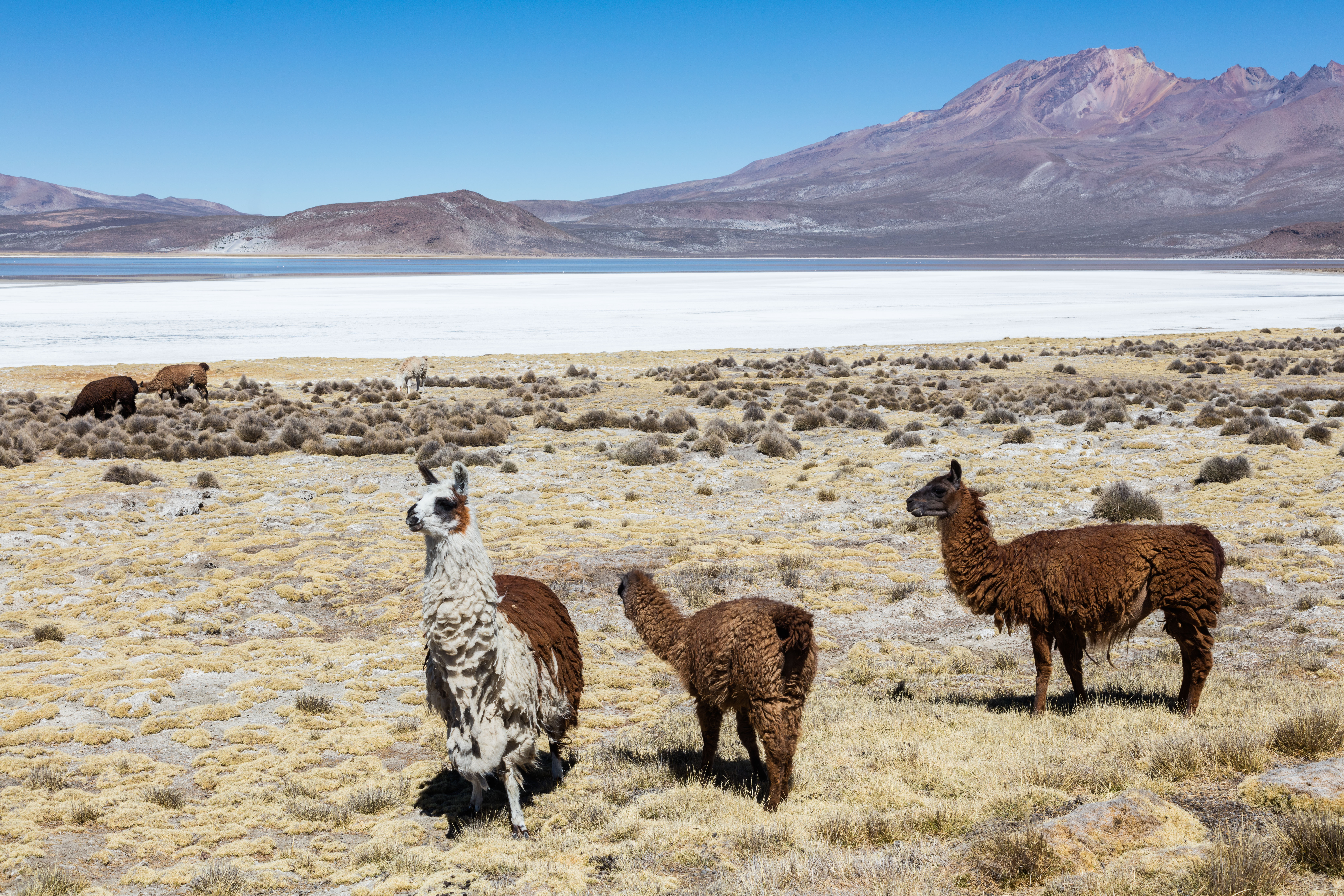
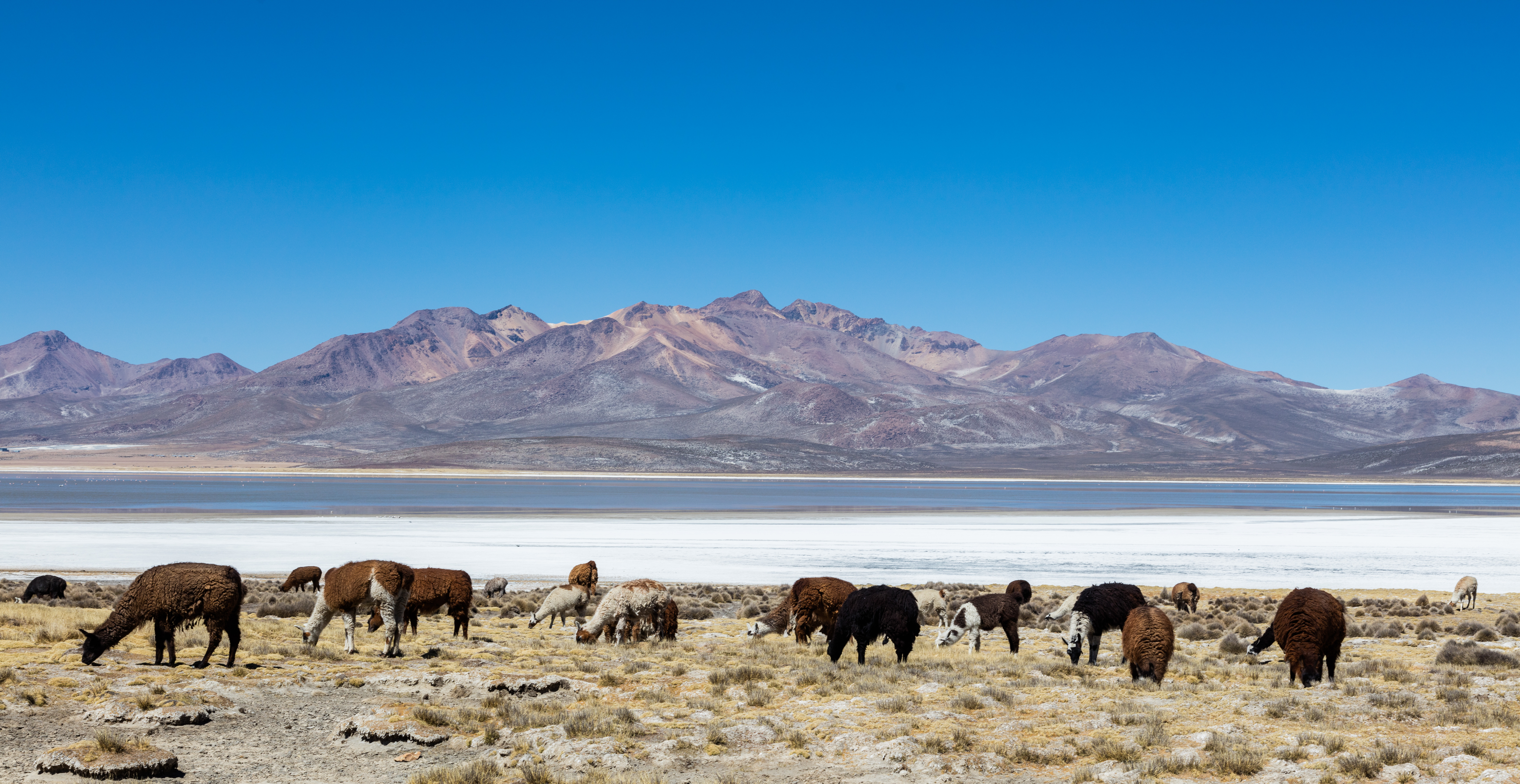
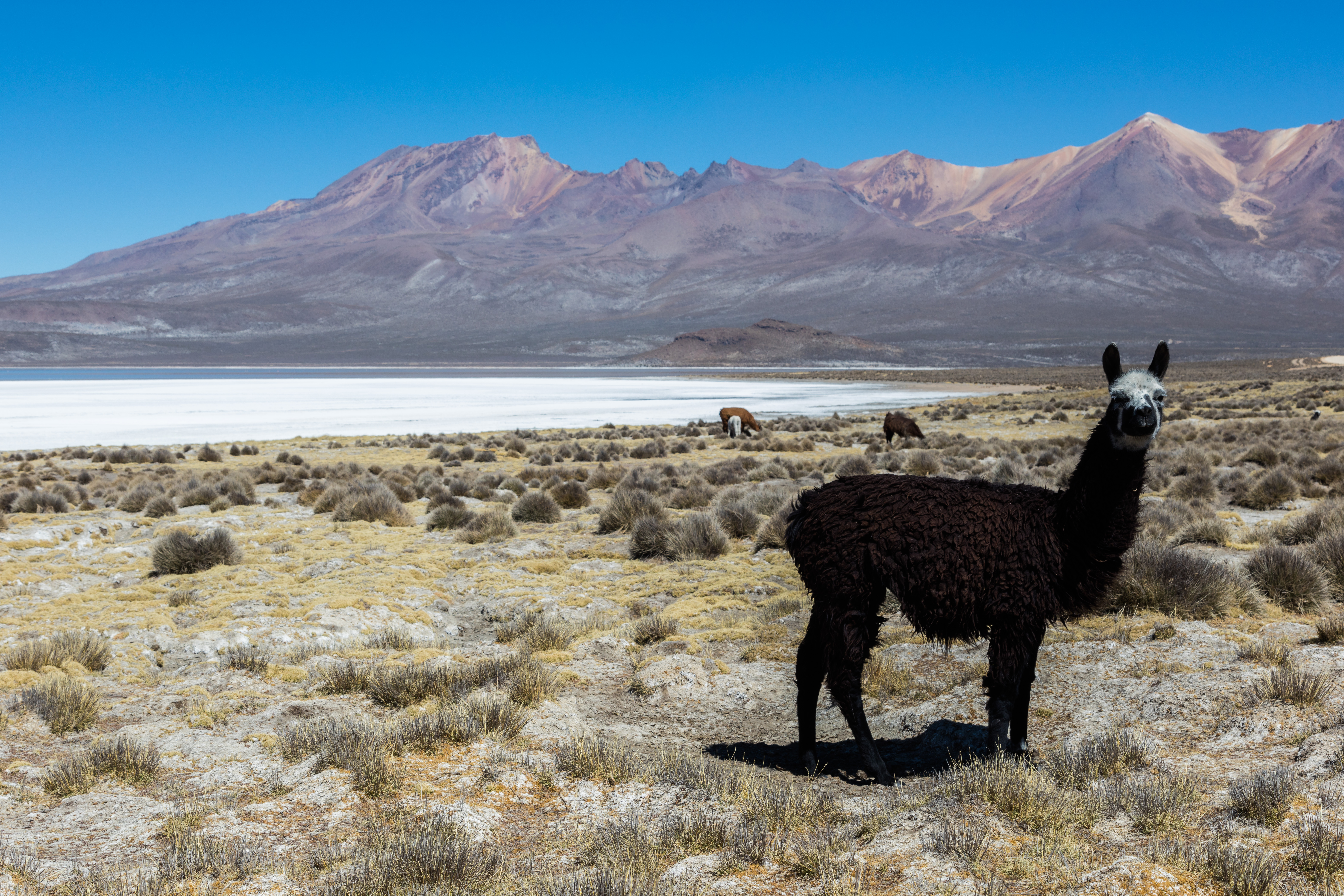
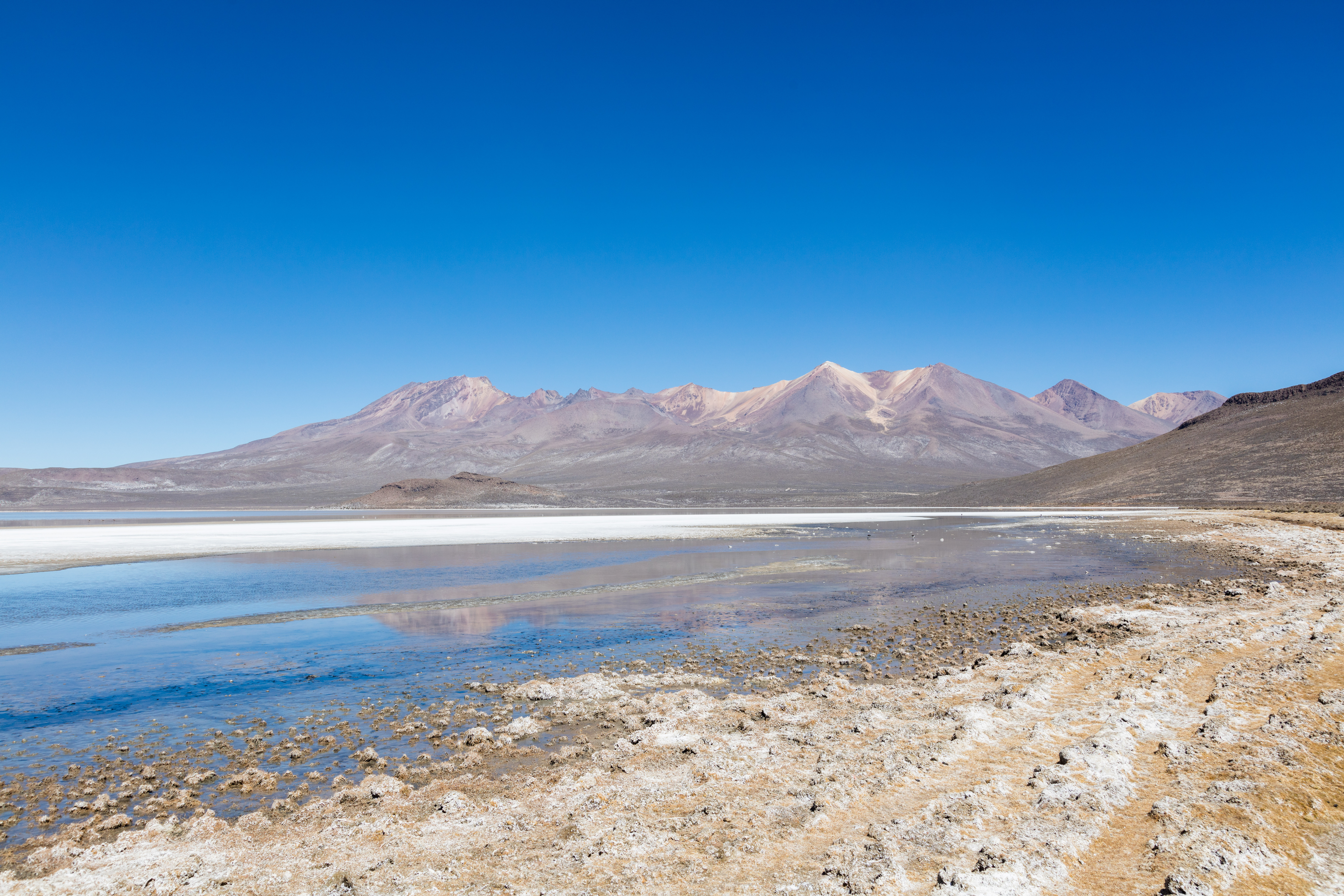
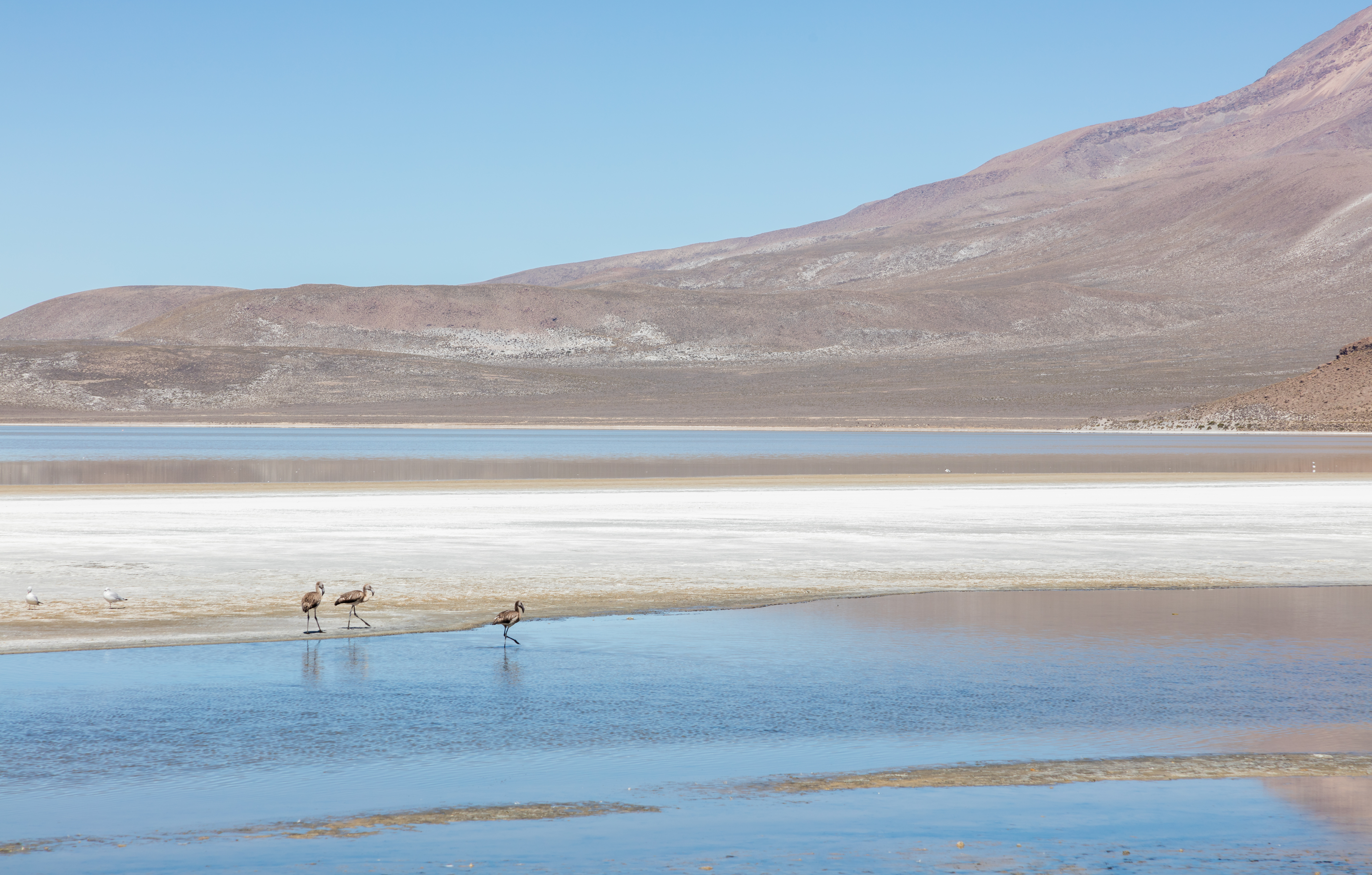
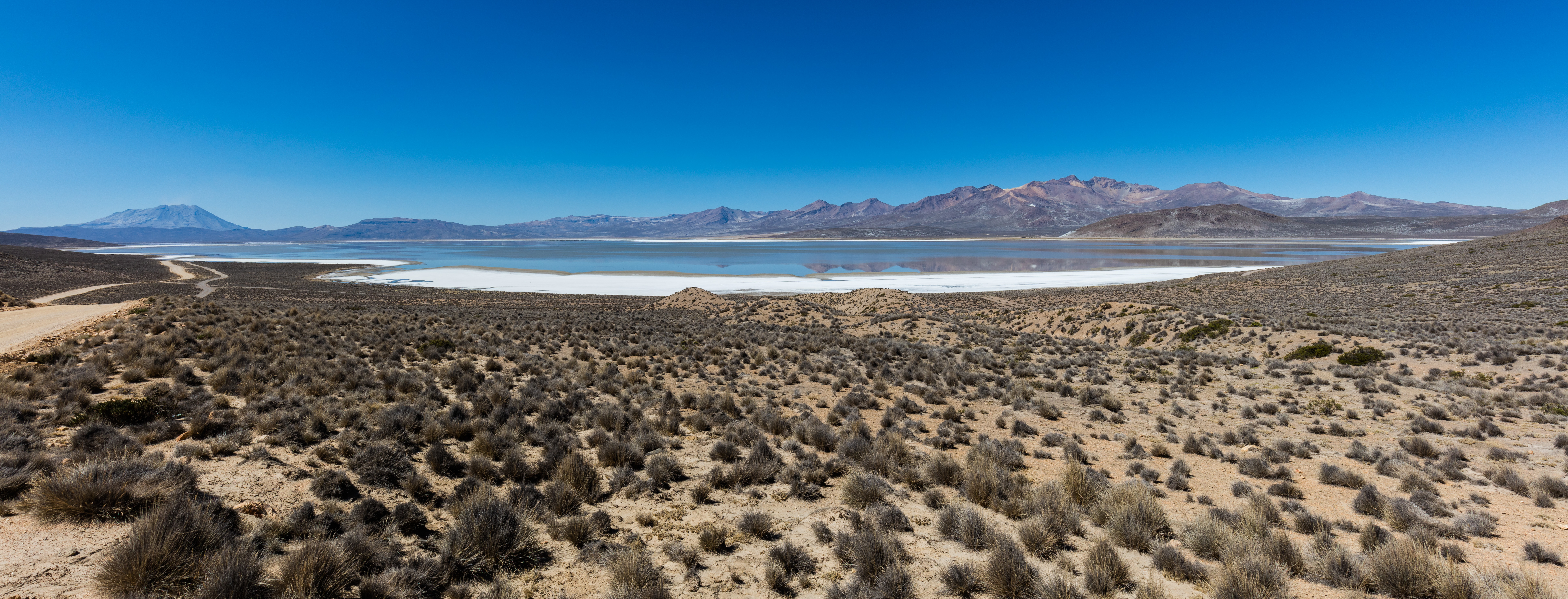

## طالع أيضًا
- قائمة بحيرات بيرو

‌